# Ditaxis catamarcensis
Ditaxis catamarcensis är en törelväxtart som först beskrevs av August Heinrich Rudolf Grisebach, och fick sitt nu gällande namn av Ferdinand Albin Pax. Ditaxis catamarcensis ingår i släktet Ditaxis och familjen törelväxter. Inga underarter finns listade i Catalogue of Life.